# Typ 74 (Kampfpanzer)
Der Typ 74 (japanisch 74式戦車, 74-shiki sensha, dt. „Typ-74-Panzer“) ist ein japanischer Kampfpanzer, der als Nachfolger für den Typ 61 entwickelt und ab 1975 bei den Selbstverteidigungsstreitkräften (englisch Japan Ground Self-Defense Force, kurz JGSDF) eingeführt wurde.

## Beschreibung

### Aufbau und Motor
Die Länge des Typ 74 beträgt 9,41 Meter, seine Breite 3,18 Meter und seine Höhe 2,25 Meter. Seine Gefechtsmasse beträgt 38 Tonnen. Die Form von Turm und Wannenfront ist sehr günstig und ergibt keine Fangstellen. Das Laufwerk mit hydropneumatischer Federung weist keine Stützrollen auf. Als Antrieb dient ein luftgekühlter Dieselmotor von Mitsubishi, der 560 kW (750 PS) leistet und auf ein halbautomatisches Getriebe wirkt. Der Panzer erreicht eine Geschwindigkeit von 53 km/h. 

### Besatzung
Der Fahrer sitzt im Bug links, rechts lagert Reservemunition, der Ladeschütze links im Turm, rechts von ihm der Kommandant und rechts unter diesem der Richtschütze. 

### Bewaffnung
Als Hauptbewaffnung wird eine 105-mm-Kanone M68 eingesetzt, die eine Abwandlung der britischen 105-mm-Zugrohrkanone Royal Ordnance L7 ist und sich durch die Verwendung eines Fallkeilverschlusses vom Original unterscheidet. Ein 7,62-mm-Blenden-MG und ein 12,7-mm-FlaMG komplettieren die Bewaffnung.
Die Feuerleitanlage verfügt über einen Laserentfernungsmesser. 

### Dienstzeit und Kosten
Aufgrund der kleinen Serie (ab 1975 wurden nur etwa 300 Panzer gebaut) ist der Stückpreis extrem hoch. Zur Zeit der Einführung des Typ 74 galt er bereits als technologisch veraltet, weswegen unverzüglich mit der Entwicklung des Typ 90 begonnen wurde. Seit März 2024 wurde Typ 74- vollständig vom Typ 10-Panzer ersetzt. Der Typ 10 ist seit 2010 in der Produktion und die ersten Einheiten wurden 2012 in Dienst gestellt.
Seit März 2024 wurden alle Typ 74 Panzer aus dem Dienst der Bodenselbstverteidigungsstreitkräfte Japans (JGSDF) genommen.

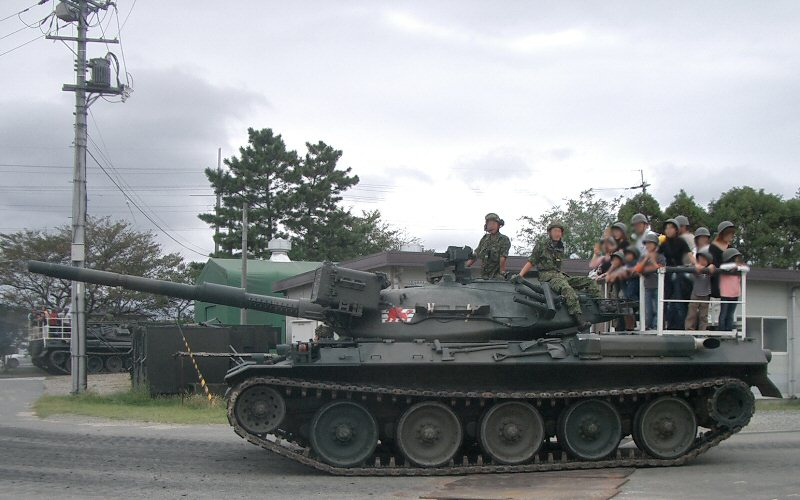
Typ 74 der JGSDF-Basis in Itami in der Präfektur Hyōgo (Oktober 2004)

## Vergleichbare Panzertypen
- M60
- Leopard 1
- AMX-30